# Victoire (film)
Pour les articles homonymes, voir Victoire.
Pour plus de détails, voir Fiche technique et Distribution.
Victoire est un film français de Stéphanie Murat sorti en 2004.

## Synopsis
Victoire est une jeune femme banale. Elle vit sans se poser de question entre le café de sa mère, la famille de son père (séparé), son amant, son esthéticienne, sa femme de ménage. Mais un jour, Victoire se réveille brutalement. Elle tente de se débarrasser de tout ce qui l’empêche de vivre.

## Fiche technique
- Réalisateur : Stéphanie Murat
- Scénario : Gilles Laurent et Stéphanie Murat
- Producteurs : Alain Rozanès, Jani Thitfges et Pascal Verroust
- Distributeur : ID Distribution
- Musique : Marco Prince
- Photographie : Thomas Bataille
- Durée : 84 minutes
- Dates de sortie : 1er octobre 2004 (Festival international de la femme au cinéma, Bordeaux, France), 22 décembre 2004 (exploitation France)

## Distribution
- Sylvie Testud : Victoire
- Mylène Demongeot : la mère
- Pierre Arditi : le père
- Philippe Khorsand : Jean-Paul
- Catherine Samie : la psychanalyste
- Florence Loiret Caille : Ludivine
- Jim Adhi Limas : M. Tran-Tian
- Annie Grégorio : Monique
- Hervé Sogne : Gérard
- Franck Fischer : l'homme au vélo
- Aurore Clément : la belle-mère
- Agathe Berman : Hélène
- Marco Lorenzini : M. Eddy
- Renan Carteaux : Ben
- Stéphan Koziak : le chauffeur de taxi
- Marco Prince : le travesti